# Musiktheorie
Musiktheorie ist sowohl ein Teilgebiet der Musikwissenschaft als auch eine eigenständige künstlerisch-wissenschaftliche Disziplin, die sich unter anderem mit Harmonielehre, Kontrapunkt, Formenlehre und der musikalischen Analyse befasst.

## Geschichte
Die Musiktheorie im antiken Griechenland war hochentwickelt. Bemüht war man bereits um die Ausformulierung eines Tonsystems, verwendete eine differenzierte Notierung der Tonhöhen und führte ausgiebige Diskussionen über mögliche ethische und charakterliche Gehalte der Musik und des Musizierens. Den Theoretikern des Abendlandes, im frühen Mittelalter sowie auch erneut in der Renaissance, galt die antik-griechische Musiktheorie als Ausgangspunkt. Mit den legendären Berichten über Pythagoras in der Schmiede wurde Pythagoras von Samos spätestens seit der Spätantike die Erfindung der theoretischen Musik zugeschrieben.
Bis zum Mittelalter hatten praktisch-ausführende und theoretische Musiker wenig oder gar nichts miteinander zu tun. Während die praktische Musikausübung (wozu auch die Komposition gehörte) den Charakter eines Lehrberufs hatte und im Ansehen entsprechend niedrig stand, wurde die theoretische Musik (lat. Musica) innerhalb der „Sieben Freien Künste“ zum höher stehenden mathematischen Zweig, dem „Quadrivium“, gerechnet. Die Musiktheoretiker beschäftigten sich hauptsächlich mit mathematischen, kosmologischen und religiösen Betrachtungen, die sie in theoretischer Weise auf Tonleitern und Rhythmen bezogen, ohne dass aus diesen Betrachtungen jemals klingende Musik entstanden wäre.
Erst mit der Entstehung der Mehrstimmigkeit im Mittelalter begannen sich theoretische Reflexion und praktische Musikausübung einander anzunähern; erstmals gab es auch Persönlichkeiten, die Theoretiker und Komponisten in Personalunion waren (zum Beispiel Léonin, Pérotin). In den folgenden Jahrhunderten bildeten sich theoretisch fundierte Kompositionslehren heraus, die mit der jeweiligen Musikpraxis in vielfältiger Wechselwirkung standen.
Im Zeitalter der Aufklärung setzte die Musikgeschichtsschreibung ein, und die Aufgabenfelder der Musiktheorie waren im 19. Jahrhundert Lehrfächer an den Konservatorien. Bei der Grundlegung der akademischen Musikwissenschaft am Ausgang des 19. Jahrhunderts wurde Musiktheorie (»spekulative Musiktheorie«) als eine unter der systematischen Musikwissenschaft aufgeführte Disziplin genannt. Doch im Zuge einer Historisierung des Fachs verloren systematische Aspekte in der Musikwissenschaft zunehmend an Bedeutung.

## Moderne Musiktheorie
Heute versteht man unter Musiktheorie Themengebiete der systematischen Musikwissenschaft oder des gleichnamigen Ausbildungsfachs an den Musikhochschulen. Verbreitete Themengebiete sind:
- Harmonielehre
- Musikalische Analyse
- Tonsatz inkl. Kontrapunkt (siehe auch Historische Satzlehre)
- Formenlehre

Ferner folgende auch
- Generalbass und Partimento in Theorie und Praxis
- Instrumentation und Arrangement
- Instrumentenkunde und Stimmung
- Grundlagen, Analyse und Theorie der Elektroakustischen Musik
- Gehörbildung
- Akustik

In der Praxis führt das Ineinandergreifen der Themengebiete vielerorts zu einer Aufhebung der Einzeldisziplinen (z. B. von Kontrapunkt und Harmonielehre).
Musiktheoretisches Wissen ist dem vertieften Verständnis von der Beschaffenheit und Wirkung von Musik förderlich. Aus diesem Grunde ist Musiktheorie in den künstlerischen Studiengängen an den Musikhochschulen ein Pflichtfach (Nebenfach). Musikalische Analyse und das Schreiben von Stilübungen (Tonsatz) werden in diesem Unterricht üblicherweise wechselseitig aufeinander bezogen, d. h. durch Analyse werden Kriterien gewonnen, die dann in Stilübungen praktisch erprobt und überprüft werden. An den Musikhochschulen, Musikuniversitäten und an manchen Universitäten gibt es darüber hinaus Hauptfachstudiengänge in Musiktheorie und/oder Gehörbildung, die zum Teil mit unterschiedlichen Profilen und Schwerpunkten (wissenschaftlich, künstlerisch, pädagogisch) angeboten werden.

### Fachzeitschriften
- Music Theory and Analysis (MTA).
- Music Theory Online (MTO).
- Zeitschrift der Gesellschaft für Musiktheorie (ZGMTH). Georg Olms Verlag, Hildesheim; auch online.
- MusikTheorie – Zeitschrift für Musikwissenschaft, Laaber-Verlag, Laaber